# Claude U. Stone

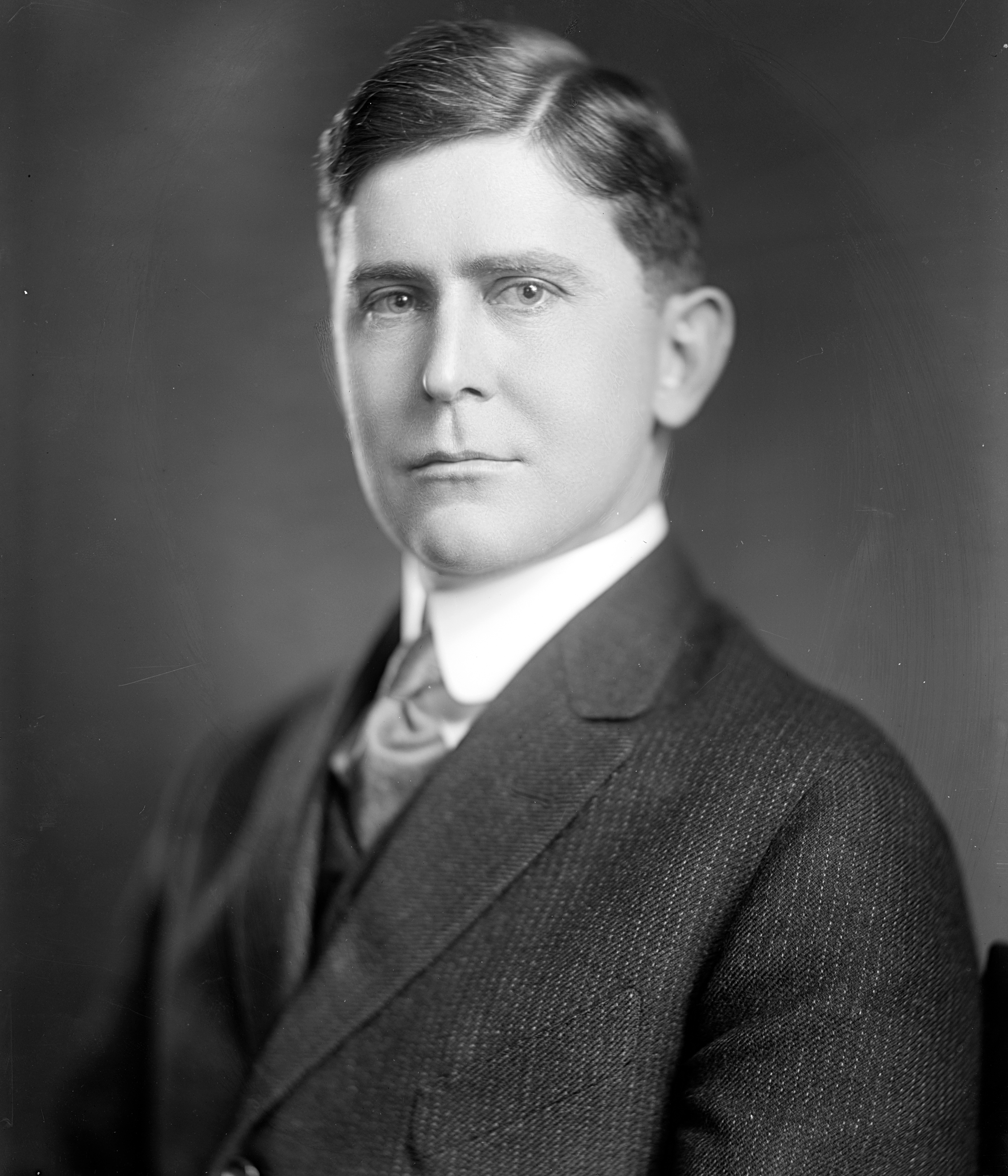
Claude U. Stone

Claudius Ulysses „Claude“ Stone (* 11. Mai 1879 im Menard County, Illinois; † 13. November 1957 in Peoria, Illinois) war ein US-amerikanischer Politiker. Zwischen 1911 und 1917 vertrat er den Bundesstaat Illinois im US-Repräsentantenhaus.

## Werdegang
Claude Stone besuchte die öffentlichen Schulen seiner Heimat und das Western Normal College in Bushnell. Danach begann er eine Laufbahn im Schuldienst. Zunächst war er Lehrer im Menard County, danach für zwei Jahre Schulrat in Brimfield. Während des Spanisch-Amerikanischen Krieges von 1898 war er Korporal in einer Infanterieeinheit aus Illinois. Dabei war er bis Mai 1899 in Kuba stationiert. Zwischen 1902 und 1910 fungierte Stone als Schulrat im Peoria County. Er war auch Präsident der Vereinigung der Schulräte in Illinois. Nach einem Jurastudium an der University of Michigan in Ann Arbor sowie an der George Washington University in Washington, D.C. und seiner 1909 erfolgten Zulassung als Rechtsanwalt begann er in Peoria in diesem Beruf zu arbeiten.
Politisch schloss sich Stone der Demokratischen Partei an. Bei den Kongresswahlen des Jahres 1910 wurde er im 16. Wahlbezirk von Illinois in das US-Repräsentantenhaus in Washington gewählt, wo er am 4. März 1911 die Nachfolge von Joseph V. Graff antrat. Nach zwei Wiederwahlen konnte er bis zum 3. März 1917 drei Legislaturperioden im Kongress absolvieren. Während dieser Zeit wurden der 16. und der 17. Verfassungszusatz ratifiziert. Im Jahr 1916 wurde er nicht wiedergewählt.
Zwischen 1917 und 1920 war Stone Posthalter in Peoria. Danach praktizierte er wieder als Anwalt. Von 1928 bis 1925 bekleidete er das Amt des Master in Chancery am Bezirksgericht im Peoria County. Außerdem gab er zwischen 1938 und 1949 die Zeitung Peoria Star heraus. Er starb am 13. November 1957 in Peoria.